# Klokočov (powiat Czadca)
Klokočov (węg. Klokocsóvölgy) – wieś i gmina (obec) w powiecie Czadca, kraju żylińskim, w północnej Słowacji.

## Położenie
Wieś leży w dolinach potoku Predmieranka (lewobrzeżny dopływ Kisucy) oraz jego licznych dopływów, spływających z południowych stoków głównego grzbietu Beskidu Morawsko-Śląskiego. Tereny wsi sięgają po wspomniany wyżej grzbiet na odcinku od Małego Połomu po szczyt Konečná (865 m n.p.m.), którym biegnie tu granica państwowa słowacko-czeska oraz obejmują znaczny fragment jego podnóży, wyróżnianych przez słowackich geografów jako Turzovska vrchovina. Wieś tworzy obecnie 10 większych osiedli (Klokočov-ústredie, Rybáre, Kornica, Klín, Vrchpredmier, Hlavice, Javorová, Podjavorová, Riečky i Hrubý Buk.), a w ich ramach również wielką liczbę mniejszych, rodzinnych „dworów” lub nawet pojedynczych gospodarstw, rozrzuconych po stokach. Jest to spowodowane dawnym osadnictwem na prawie wołoskim i prowadzoną przez wieki polaniarską formą gospodarki.

## Historia
Obecny Klokočov stanowił pierwotnie jedną z peryferyjnych części Turzówki, należącej wówczas do feudalnego „państwa” z siedzibą na zamku w Bytčy. Zaczął się formować około połowy XVII w. na fali zasiedlania pustych dotąd gór ludnością parającą się głównie pasterstwem owiec. Poza szałaśnictwem mieszkańcy trudnili się hodowlą bydła, drobnym rolnictwem, wyrobem gontów i drobnych przedmiotów gospodarstwa domowego z drewna, a od połowy XIX druciarstwem. Po II wojnie światowej wielu mieszkańców znalazło zatrudnienie w Turzówce, Czadcy, a także w zakładach przemysłowych i kopalniach węgla kamiennego Zagłębia Ostrawsko-Karwińskiego.
Status samodzielnej wsi Klokočov uzyskał w roku 1954, po odłączeniu od Turzówki wspomnianych wyżej osiedli i utworzeniu z nich z dniem 15 maja tegoż roku nowej jednostki administracyjnej.
Od początku lat 50. zaczęła funkcjonować komunikacja autobusowa z Czadcy przez Turzówkę, która z czasem, w ślad za budową dróg i mostów, dotarła do większości osiedli. W 1952 r. przeprowadzono telefonizację wsi. Z końcem 1957 r. rozpoczęto systematyczną elektryfikację wsi. Dzięki zaangażowaniu mieszkańców w 1958 r. oddano do użytku budynek gminny, w którym oprócz władz gminy umieszczono remizę straży pożarnej, salę na imprezy społeczno-kulturalne, urząd pocztowy, bibliotekę i sklep. W 1961 r. rozpoczęto budowę nowej szkoły 9-latki w centrum Klokočova, którą oddano do użytku w 1963 r., likwidując z czasem większość starych placówek szkolnych w poszczególnych osiedlach. W następnym roku wybudowano salę gimnastyczną i pierwsze mieszkania dla nauczycieli. Z innych inwestycji były to m.in. przekaźnik RTV na Javorovej (788 m n.p.m.; w 1975 r.), boisko do piłki nożnej, wyciąg narciarski w Hlaviciach (budowa w 1986 r., obecnie już nie istnieje).

## Ochrona przyrody
Zdecydowana większość terenu wsi leży w granicach zachodniej części Obszaru Chronionego Krajobrazu Kisuce. W granicach wsi znajdują się trzy rezerwaty przyrody: Klokočovské skálie, Malý Polom i Polková.